# Sonic X
Sonic X (ソニックX?, Sonikku Ekkusu) è una serie televisiva anime prodotto da Tokyo Movie Shinsha, ispirato alla popolare serie di videogiochi Sonic the Hedgehog, e tratto da Sonic Adventure (1998), Sonic Adventure 2 (2001) e Sonic Battle (2003) per alcune parti delle stagioni della prima serie. È composto da archi narrativi e due parti (prima serie e seconda serie).
È stata trasmessa in patria da TV Tokyo dall'aprile 2003 al marzo 2004 per i primi 52 episodi, ed in seguito ripresa da Kids Station che ha mandato in onda la serie completa dal 6 gennaio al 30 aprile 2020. È stata lanciata in Italia su Jetix dal 4 ottobre 2004, per approdare poi per la prima volta in chiaro su Italia 1 dal 29 agosto 2005. È stata anche distribuita in DVD da One Movie, e pubblicata online sul servizio on demand TIMvision dal marzo 2016 al maggio 2017, su Netflix dal 1º dicembre 2019 (prime due stagioni), e su Prime Video (compresa la terza stagione).
Al di fuori del Giappone, l'anime fu distribuito dalla società statunitense 4Kids Entertainment, la quale, come già fatto anche con altre serie come Pokémon, One Piece e soprattutto Yu-Gi-Oh!, ha censurato pesantemente o letteralmente stravolto la serie originale, con la rimozione di scene violente, di morte e riferimenti sessuali, la riscrittura dei dialoghi, e l'adattamento di elementi nipponici estranei alla cultura occidentale.

## Trama

### Serie 1 (stagioni 1 e 2)
Il protagonista Sonic the Hedgehog è un eroico riccio supersonico di colore blu che, assieme ai suoi inseparabili amici, sventa continuamente piani del diabolico e imprevedibile dottor Ivo "Eggman" Robotnik e il suo esercito di robot.
La serie si apre nel momento in cui Sonic si trova nella base di Eggman, che ha raccolto tutti e sette gli "Smeraldi del Caos" e intende usarli come fonte di energia inesauribile per una batteria. A causa delle azioni del riccio, Eggman crea involontariamente uno sbalzo dimensionale chiamato Caos Control ("Controllo del caos"), facendo finire chiunque si trovi in quel raggio d'azione dal loro pianeta sulla Terra. Sonic si ritrova così solo in un pianeta del tutto sconosciuto in una città chiamata Station Square. Attira immediatamente l'attenzione su di sé grazie non solo al suo aspetto estetico, non del tutto normale agli occhi degli esseri umani, ma anche alle sue capacità, come la sua incredibile velocità. Una volta scappato dalla polizia, che intende catturarlo per poi esaminarlo con cura, Sonic intraprende una vera e propria gara di velocità con Sam Speed, capo dello "Speedy Team", un gruppo di esperti che si occupa di sicurezza sulle strade. Dopo essere riuscito a batterlo, Sonic si ritrova accidentalmente all'interno di una piscina di un'enorme villa. Dal momento che non sa nuotare, non riesce a raggiungere la superficie dell'acqua e rischia di annegare. Fortunatamente, il piccolo Christopher Thorndyke detto "Chris", il ricco bambino proprietario della villa, sente degli strani rumori provenire dal giardino e accorre in suo aiuto.
Inizia così l'amicizia tra i due protagonisti e ben presto si scopre che nel pianeta Terra non si trova solo Sonic, ma anche i suoi amici (Miles "Tails" Prower, Knuckles the Echidna, Amy Rose, Cream the Rabbit e Cheese) che ben presto conoscono a loro volta il caro Chris e tutti i componenti di casa Thorndyke. Contemporaneamente però, il riccio blu intuisce che anche Eggman si trova sulla Terra, capendo così che il perfido scienziato ha intenzione di conquistare il nuovo pianeta con i suoi robot. Le puntate della prima stagione, successivamente, si incentrano principalmente sui primi scontri con l'eterno nemico di Sonic e la ricerca dei sette Smeraldi del Caos, necessari al gruppo per poter tornare a casa. Dopo averne raccolti sei in seguito a diverse peripezie, Knuckles, fra tutti il più propenso a tornare a casa per via del suo compito (sorvegliare lo Smeraldo Gigante, Master Emerald in originale, ad Angel Island), stringe un patto con il Dr. Eggman, che si finge interessato a tornare a casa come tutti gli altri, ma in realtà è solo un imbroglio, perché quest'ultimo ha intenzione di farsi consegnare gli smeraldi finora raccolti da Sonic e gli altri per poter prendere il potere sulla Terra. Knuckles cade in pieno nel tranello e lo scienziato rapisce il povero Chris, che aveva accompagnato l'echidna rossa. Inizia così lo scontro finale tra Sonic ed Eggman, che ha trasformato la sua nave in un enorme robot da combattimento. Intanto Lucky, uno dei robot di Eggman, ritrova l'ultima delle pietre. Sonic, invece, nel tentativo di liberare Chris che si trova all'interno del robot di Eggman, si ritrova in serie difficoltà, poiché il robot è potenziato dagli smeraldi. Chris riesce fortunatamente a liberarsi e li ruba ad Eggman, ma successivamente cadono in mare per sbaglio, dove Sonic è stato lanciato dal robot. Una volta che gli smeraldi si riuniscono tutti e sette Sonic ne assorbe i poteri, trasformandosi così in Super Sonic. Super Sonic sconfigge il robot di Eggman e crea un Caos Control, ma gli effetti non sono quelli sperati. Infatti, Sonic e i suoi amici non tornano a casa, ma una parte del loro pianeta viene trasferita nella Terra.
Inizia così la seconda stagione, durante la quale Sonic e gli altri si imbattono in un nuovo nemico, Chaos, una creatura millenaria che si nutre del potere degli smeraldi e risvegliata dal dottor Eggman, che in seguito allo scontro con Super Sonic nella prima stagione, era riuscito a trovare le tavole per risvegliare questa antica creatura. In seguito Sonic affronta Shadow the Hedgehog, la "creatura perfetta" creata dal professor Gerald Robotnik, nonché il nonno del dottor Eggman, nei laboratori della colonia spaziale ARK più di cinquant'anni fa. Shadow nasconde un passato oscuro e drammatico legato alla sua unica e carissima amica Maria Robotnik, nipote del suo creatore e cugina di Eggman. Egli nasce come creatura benevola, ma in seguito alla tragica morte della povera Maria da parte del signor Schmitz, uno dei soldati della G.U.N. (Guardian Units of Nations), la fanciulla si sacrifica di chiudere Shadow nella sua capsula per spedirlo sulla Terra in salvo, e infine ne fu uccisa. Dopo la morte della ragazza, Gerald viene rinchiuso in isolamento giurando che quando Shadow si fosse svegliato avrebbe avuto la sua fredda vendetta. Dapprima si mostra ostile nei confronti di Sonic e lavora insieme alla bellissima quanto scaltra e fatale Rouge the Bat, per il Dr. Eggman, che lo risveglia una volta trovato all'interno della sua capsula a Prison Island. Alla fine, però, le cose cambiano. Shadow, infatti, anche se per poco, passerà dalla parte di Sonic per aiutarlo nella battaglia finale contro il Biolizard, la prima "versione" della creatura perfetta, che anni prima venne programmata per portare a termine i propositi di vendetta del suo creatore. Sonic e Shadow danneggiano inoltre il Cannone Eclissi (Eclipse Cannon), arma che il dottor Eggman aveva attivato in precedenza non conoscendo le intenzioni del nonno, distrugga il pianeta. I due rimettono a posto la colonia, anche se Shadow, dopo aver utilizzato il Chaos Control, scompare improvvisamente. Successivamente ai protagonisti si unisce Emerl, un antico androide in grado di replicare le mosse di chiunque osservi; dapprima buono, impazzisce a causa di uno smeraldo e viene distrutto a malincuore da Cream.
Alla fine della seconda stagione Sonic e gli altri riescono a tornare a casa. Nell'ultima puntata, si vede Chris ormai diciottenne lavorare a una macchina che, raggiungendo la giusta frequenza e con un po' di fortuna, gli consente di raggiungere Sonic nel suo mondo. Sono passati ormai sei anni da quando i due si sono salutati per l'ultima volta. Nel frattempo Chris persevera nel suo intento.

### Serie 2 (stagione 3)
Dopo sei anni dal salvataggio del mondo e dal ritorno a casa di Sonic e i suoi amici, Chris, ormai adulto, dopo tanto tempo riesce a trovare la frequenza dello Smeraldo Gigante e a tornare dai suoi amici cui, a causa dello sbalzo dimensionale, ritornerà all'età di dodici anni.
Stavolta, oltre ad Eggman, Sonic deve vedersela con i Metarex, creature sconosciute guidate dal malvagio Dark Oak, il cui unico, grande scopo è dominare l'Universo. Tails costruisce il "Tifone Blu" (Blue Typhoon), un'astronave accessoriatissima con cui andranno a caccia dei sette Smeraldi del Caos. Oltre a ciò, nella schiera di eroi si aggiungerà una misteriosa ragazzina aliena chiamata Cosmo, ultima della sua specie, sterminata dai Metarex e figlia di Dark Oak. Torna inoltre Shadow, che in seguito alla scomparsa precedente ha un'amnesia. Così, Sonic e i suoi amici (compreso il Dr. Eggman) affrontano i malvagi Metarex e cercano ancora una volta i sette Smeraldi del Caos per riportare a casa il dolce Chris. Nell'ultima puntata Cosmo si sacrifica per permettere a Super Sonic e Super Shadow di annientare gli ultimi tre Metarex e Chris torna a casa con una navetta costruitagli da Eggman.

## Doppiaggio
L'edizione originale giapponese presenta gli stessi doppiatori dei videogiochi. 
Quelli statunitensi, all'epoca tutti nuovi, sono stati ingaggiati segretamente da supervisori Sega giapponesi e la 4Kids, vincolata, non offrì alcuna possibilità al cast videoludico di traslocare a New York e partecipare ai provini. Gli stessi furono mantenuti nei giochi fino al 2010, quando sono stati rimpiazzati tutti tranne Mike Pollock, che ha spiegato l'ingaggio segreto, avvenuto un anno prima della scomparsa del suo predecessore Deem Bristow.
L'edizione italiana è curata da Mariagrazia Boccardo per Fox Kids. Il doppiaggio è stato eseguito presso Cine Doppiaggi, sotto la direzione di Anton Giulio Castagna, già direttore del doppiaggio di altri anime e serie animate e padre di Jacopo (il doppiatore di Chris Thorndyke). L'assistenza al doppiaggio è stata fornita da Simona Lorefice. L'adattamento dei dialoghi dell'edizione italiana è stato effettuato da Anton Giulio Castagna, Sandra Camia e Donatella Giannini. Alcuni doppiatori sono poi stati selezionati nella successiva serie Sonic Boom (2014), anch'essa diretta da Giulio Castagna.
| Personaggio                                                    | Doppiatore originale                                           | Doppiatore inglese                                             | Doppiatore italiano                                            |                                                                |                                                                |                                                                |                                                                |
| Personaggi originali principali della serie Sonic the Hedgehog | Personaggi originali principali della serie Sonic the Hedgehog | Personaggi originali principali della serie Sonic the Hedgehog | Personaggi originali principali della serie Sonic the Hedgehog | Personaggi originali principali della serie Sonic the Hedgehog | Personaggi originali principali della serie Sonic the Hedgehog | Personaggi originali principali della serie Sonic the Hedgehog | Personaggi originali principali della serie Sonic the Hedgehog |
| -------------------------------------------------------------- | -------------------------------------------------------------- | -------------------------------------------------------------- | -------------------------------------------------------------- | -------------------------------------------------------------- | -------------------------------------------------------------- | -------------------------------------------------------------- | -------------------------------------------------------------- |
| Sonic the Hedgehog                                             | Jun'ichi Kanemaru                                              | Jason Griffith                                                 | Fabrizio Vidale                                                |                                                                |                                                                |                                                                |                                                                |
| Miles "Tails" Prower                                           | Ryō Hirohashi                                                  | Amy Palant                                                     | Federica De Bortoli                                            |                                                                |                                                                |                                                                |                                                                |
| Knuckles the Echidna                                           | Nobutoshi Canna                                                | Dan Green                                                      | Oreste Baldini                                                 |                                                                |                                                                |                                                                |                                                                |
| Amy Rose                                                       | Taeko Kawata                                                   | Lisa Ortiz                                                     | Antonella Baldini                                              |                                                                |                                                                |                                                                |                                                                |
| Cream the Rabbit                                               | Sayaka Aoki                                                    | Rebecca Honig                                                  | Ilaria Latini                                                  |                                                                |                                                                |                                                                |                                                                |
| Cheese                                                         | Etsuko Kozakura                                                | Rebecca Honig                                                  | Rebecca Honig                                                  |                                                                |                                                                |                                                                |                                                                |
| Shadow the Hedgehog                                            | Kōji Yusa                                                      | Jason Griffith                                                 | Fabrizio Vidale                                                |                                                                |                                                                |                                                                |                                                                |
| Rouge the Bat                                                  | Rumi Ochiai                                                    | Kathleen Delaney                                               | Domitilla D'Amico                                              |                                                                |                                                                |                                                                |                                                                |
| Dr. Eggman                                                     | Chikao Ōtsuka                                                  | Mike Pollock                                                   | Dario Penne                                                    |                                                                |                                                                |                                                                |                                                                |
| Vector the Crocodile                                           | Kenta Miyake                                                   | James Carter Cathcart                                          | Luigi Ferraro                                                  |                                                                |                                                                |                                                                |                                                                |
| Espio the Chameleon                                            | Yūki Masuda                                                    | David Wills                                                    | Christian Iansante                                             |                                                                |                                                                |                                                                |                                                                |
| Charmy Bee                                                     | Yōko Teppōzuka                                                 | Amy Birnbaum                                                   | Maura Cenciarelli                                              |                                                                |                                                                |                                                                |                                                                |
| Vanilla the Rabbit                                             | Sayaka Aoki                                                    | Rebecca Handler                                                | Laura Romano                                                   |                                                                |                                                                |                                                                |                                                                |
| Big the Cat                                                    | Takashi Nagasako                                               | Oliver Wyman                                                   | Roberto Stocchi                                                |                                                                |                                                                |                                                                |                                                                |
| Froggy                                                         | Tomohisa Asō                                                   | Amy Birnbaum                                                   | Amy Birnbaum                                                   |                                                                |                                                                |                                                                |                                                                |
| Personaggi originali di Sonic Adventure e Sonic Adventure 2    |                                                                |                                                                |                                                                |                                                                |                                                                |                                                                |                                                                |
| King Boom Boo                                                  | Naoki Imamura                                                  |                                                                | Fabrizio Vidale                                                |                                                                |                                                                |                                                                |                                                                |
| Tikal                                                          | Kaori Asō                                                      | Karen Neill                                                    | Valentina Mari                                                 |                                                                |                                                                |                                                                |                                                                |
| E-102 Gamma                                                    | Naoki Imamura                                                  | Andrew Rannells                                                | Andrea De Nisco                                                |                                                                |                                                                |                                                                |                                                                |
| Maria Robotnik                                                 | Yuri Shiratori                                                 | Bella Hudson                                                   | Letizia Ciampa                                                 |                                                                |                                                                |                                                                |                                                                |
| Prof. Gerald Robotnik                                          | Chikao Ōtsuka                                                  | Mike Pollock                                                   | Carlo Reali                                                    |                                                                |                                                                |                                                                |                                                                |
| Pachacamac                                                     | Toshihiko Nakajima                                             | Oliver Wyman                                                   | Franco Zucca                                                   |                                                                |                                                                |                                                                |                                                                |
| Personaggi originali e unici dell'anime                        |                                                                |                                                                |                                                                |                                                                |                                                                |                                                                |                                                                |
| Christopher Thorndyke                                          | Sanae Kobayashi (da ragazzo) Masakazu Morita (da adulto)       | Suzanne Goldish (da ragazzo) Michael Sinterniklaas (da adulto) | Jacopo Castagna (da ragazzo) Omar Vitelli (da adulto)          |                                                                |                                                                |                                                                |                                                                |
| Cosmo                                                          | Etsuko Kozakura                                                | Amy Birnbaum                                                   | Rachele Paolelli                                               |                                                                |                                                                |                                                                |                                                                |
| Chuck Thorndyke                                                | Bin Shimada                                                    | Jerry Lobozzo                                                  | Bruno Alessandro                                               |                                                                |                                                                |                                                                |                                                                |
| Decoe                                                          | Ken Yamaguchi                                                  | Andrew Rannells                                                | Francesco Meoni                                                |                                                                |                                                                |                                                                |                                                                |
| Bocoe                                                          | Bin Shimada                                                    | Darren Dunstan                                                 | Enrico Pallini                                                 |                                                                |                                                                |                                                                |                                                                |
| Bokkun (Messenger Robo)                                        | Yumiko Kobayashi                                               | Andrew Rannells                                                | Monica Bertolotti Monica Ward (ep. 52)                         |                                                                |                                                                |                                                                |                                                                |
| Lucas/Dark Oak                                                 | Jōji Nakata (Dark Oak) Katsuyuki Konishi (Lucas)               | Matt Hoverman                                                  | Sergio Di Giulio                                               |                                                                |                                                                |                                                                |                                                                |
| Pale Bayleaf                                                   | Jūrōta Kosugi                                                  | Jim Napalitano                                                 | Davide Marzi                                                   |                                                                |                                                                |                                                                |                                                                |
| Black Narcisus                                                 | Ken Narita                                                     | Sean Schemmel                                                  | Gerolamo Alchieri                                              |                                                                |                                                                |                                                                |                                                                |
| Yellow Zelknova                                                | Takeshi Watabe                                                 | Ted Lewis                                                      | Roberto Draghetti                                              |                                                                |                                                                |                                                                |                                                                |
| Red Pine                                                       | Hōchū Ōtsuka                                                   | Jonathan Ross                                                  | Enzo Avolio                                                    |                                                                |                                                                |                                                                |                                                                |
| Ella                                                           | Kujira                                                         | Mike Pollock                                                   | Lorenza Biella                                                 |                                                                |                                                                |                                                                |                                                                |
| Sig. Tanaka                                                    | Naoki Imamura                                                  | Darren Dunstan                                                 | Ambrogio Colombo                                               |                                                                |                                                                |                                                                |                                                                |
| Topaz                                                          | Yukari Hikida                                                  | Kayzie Rogers                                                  | Alessandra Grado                                               |                                                                |                                                                |                                                                |                                                                |
| Sam Speed                                                      | Sōichirō Tanaka                                                | Greg Abbey                                                     | Francesco Pezzulli                                             |                                                                |                                                                |                                                                |                                                                |
| Lindsay Thorndyke                                              | Naomi Shindō                                                   | Karen Neill Veronica Taylor (solo ep. 19)                      | Antonella Baldini                                              |                                                                |                                                                |                                                                |                                                                |
| Nelson Thorndyke                                               | Ken Yamaguchi                                                  | Ted Lewis                                                      | Massimo Lodolo                                                 |                                                                |                                                                |                                                                |                                                                |
| Mr. Stewart                                                    | Michio Nakao                                                   | Andrew Rannells                                                | Loris Loddi                                                    |                                                                |                                                                |                                                                |                                                                |
| Helen                                                          | Noriko Hidaka                                                  | Amy Birnbaum                                                   | Gemma Donati                                                   |                                                                |                                                                |                                                                |                                                                |
| Scarlet Garcia                                                 | Yuka Shioyama                                                  | Megan Hollingshead                                             | Laura Romano                                                   |                                                                |                                                                |                                                                |                                                                |
| Presidente degli USA                                           | Tomohisa Asō                                                   | Ted Lewis                                                      | Vittorio Di Prima                                              |                                                                |                                                                |                                                                |                                                                |
| Hawk                                                           | Takeyasu Ōnishi                                                | Oliver Wyman                                                   | Gerolamo Alchieri                                              |                                                                |                                                                |                                                                |                                                                |
| Dr. Cadberry                                                   | Kenji Sahara                                                   |                                                                | Roberto Draghetti                                              |                                                                |                                                                |                                                                |                                                                |
| Molly                                                          | Houko Kuwashima                                                | Bella Hudson                                                   | Perla Liberatori                                               |                                                                |                                                                |                                                                |                                                                |
| Leon                                                           | Yūki Tai                                                       | Greg Abbey                                                     | Alessio Puccio                                                 |                                                                |                                                                |                                                                |                                                                |
| Galaxina                                                       | Michiko Neya                                                   | Veronica Taylor                                                | Elena Liberati                                                 |                                                                |                                                                |                                                                |                                                                |
| Sig. Schmitz                                                   | Yasuhiko Kawazu                                                | Richard Hoefer                                                 | Dante Biagioni                                                 |                                                                |                                                                |                                                                |                                                                |
| Poliziotti                                                     |                                                                |                                                                | Loris Loddi Antonio Palumbo Claudio Fattoretto                 |                                                                |                                                                |                                                                |                                                                |

- Voci aggiunte: Franco Mannella, Enrico Di Troia, Paolo Marchese, Antonio Palumbo, Laura Romano, Claudio Fattoretto, Gianni Musy, Sergio Fiorentini, Gemma Donati, Francesco Meoni, Monica Bertolotti, Silvio Anselmo, Alessandra Grado, Leonardo Graziano, Stefano Billi, Domitilla D'Amico, Vittorio Guerrieri, Graziella Polesinanti, Laura Latini, Ilaria Latini, Dante Biagioni, Ambrogio Colombo, Roberto Stocchi, Marco Baroni, Vittorio Stagni, Barbara Pitotti, Giorgio Locuratolo, Francesca Manicone

## Personaggi

La maggior parte dei personaggi dell'anime

### Personaggi principali

#### Eroi
Sonic the Hedgehog (ソニック・ザ・ヘッジホッグ?, Sonikku za Hejjihoggu)
Doppiato da: Jun'ichi Kanemaru (ed. giapponese), Fabrizio Vidale (ed. italiana)
Il protagonista della serie. Sonic è un velocissimo riccio blu con una gran passione per l'avventura. Sonic è sbruffone e trova sempre divertente battersi e aiutare, fa spesso battute ironiche anche in situazioni di pericolo che però non fanno mai ridere nessuno. Oltre a essere scattante in corsa e elastico, può lanciarsi in avanti con l'attacco rotante per attaccare il nemico. Se assorbe l'energia dei sette Smeraldi si trasforma in Super Sonic, diventando luminoso come un sole e invulnerabile, ma tale trasformazione è solo temporanea. Nonostante tutte queste abilità, ha una tremenda fobia dell'acqua anche perché non sa nuotare. Vuole bene a Amy Rose, anche se la respinge costantemente perché lo mette in imbarazzo. Si dichiarerà a lei nell'ultimo episodio della seconda stagione, in modi differenti a seconda della versione. Nella 2ª serie, dopo aver sempre cercato di difendere il mondo dal folle e crudele dottor Eggman, si scontra con i feroci Metarex, guidati dal temibile Dark Oak e i suoi quattro generali. Uno di loro (Black Narcissus) ha minacciato di uccidere Chris e Cosmo suscitando stress al riccio e facendolo trasformare inconsciamente nel sadico e feroce Dark Sonic nell'episodio "La cavia", finché il Dr. Eggman non lo ha calmato.
Nell'episodio pilota, andato in onda solo in Giappone, compare un riccio argentato con gli aculei rivolti in alto e le scarpe rosse e blu, ed era noto come "Nazo" (謎?, lett. "mistero, enigma"). Molti fan credevano fosse un personaggio a sé stante, forse un cattivo, altri pensavano fosse Hyper Sonic; Takashi Iizuka ha poi specificato che era solo un aspetto per Super Sonic realizzato apposta per l'anime, successivamente scartato.
Miles "Tails" Prower (マイルス "テイルス" パウアー?, Mairusu "Teirusu" Pauā)
Doppiato da: Ryō Hirohashi (ed. giapponese), Federica De Bortoli (ed. italiana)
Tails è una volpe gialla con due code. È il migliore amico di Sonic, nonché il suo fidato compagno di avventure e secondo per giovinezza. È inoltre un abile meccanico e aviatore; oltre a pilotare il "Tornado 2" (il biplano di Sonic in grado di trasformarsi) ha costruito il "Tornado X", un aereo a reazione più sofisticato. Nella seconda serie dell'anime, Tails è il capitano del Tifone Blu, un'astronave da lui costruita e s'innamorerà di Cosmo.
Knuckles the Echidna (ナックルズ・ザ・エキドゥナ?, Nakkurusu za Ekiduna)
Doppiato da: Nobutoshi Canna (ed. giapponese), Oreste Baldini (ed. italiana)
Knuckles the Echidna è un'echidna rosso. Knuckles è il guardiano dello Smeraldo Gigante e vive su Angel Island, l'isola fluttuante dove custodisce la suddetta gemma. Knuckles è scorbutico, irascibile, cocciuto e testardo e considera Sonic come un amico, nonostante siano abbastanza frequenti i piccoli battibecchi tra i due. Alcune volte tende a farsi ingannare dal Dr. Eggman. Protagonista assoluto dell'episodio Le avventure di Knuckles e Hawk, ha in dotazione i guanti ungulati (シャベルクロー?, Shaberu Kurō, "Shovel Claw", potenziamento ottenibile nei due Sonic Adventure), che usa talvolta per scavare e arrampicarsi su pareti scoscese.
Amy Rose (エミー・ローズ?, Emī Rōzu)
Doppiata da: Taeko Kawata (ed. giapponese), Antonella Baldini (ed. italiana)
Amy Rose è un riccio femmina rosa. Amy è carina ed è profondamente innamorata di Sonic e sogna di sposarlo (il riccio la ricambia segretamente), ma ella non è sempre tutta rose e fiori, in realtà la piccola adolescente nasconde un carattere molto forte e determinato unito anche ad un certo caratteraccio. È la migliore amica di Cream con la quale va spesso a fare shopping. Possiede il Martello Piko Piko ("Piko Piko Hammer"), che usa per combattere.
Cream the Rabbit (クリーム・ザ・ラビット?, Kurīmu za Rabitto) e Cheese (チーズ?, Chīzu)
Doppiati da: Sayaka Aoki (Cream) e Etsuko Kozakura (Cheese) (ed. giapponese), Ilaria Latini (Cream) e Rebecca Honig (Cheese) (ed. italiana).
Cream the Rabbit è un coniglietto mobian femmina color crema con un carattere molto infantile, infatti le piace giocare. Porta sempre con sé Cheese, il suo Chao riconoscibile dal farfallino rosso, ed è la più giovane tra i compagni d'avventura di Sonic. È la migliore amica di Amy, con la quale spesso va a fare shopping. La sua abilità primaria è quella di volare sbattendo le sue grandi orecchie da coniglio in aria e con il tempo impara a cucinare.
Christopher "Chris" Thorndyke (クリストファー "クリス" ソーンダイク?, Kurisutofā "Kurisu" Sōndaiku)
Doppiato da: Sanae Kobayashi (da ragazzo), Masakazu Morita (da adulto) (ed. giapponese), Jacopo Castagna (da ragazzo) (ed. italiana)
Protagonista umano dell'anime, è il bambino che salva la vita a Sonic quando è accidentalmente finito nella piscina della sua villa e accolto assieme ai suoi amici. Chris si dimostra anche molto coraggioso, aiutando Sonic ed i suoi amici nelle loro avventure. Nella seconda stagione, ormai diciottenne, sembra iniziare una relazione con Helen. Il personaggio inoltre nell'edizione giapponese e sia in alcune scene di quella Italiana fa anche la voce narrante.
Cosmo (コスモ?, Kosumo)
Doppiata da: Etsuko Kozakura (ed. giapponese), Rachele Paolelli (ed. italiana)
Cosmo è un'enigmatica ragazzina aliena, appartenente ad una forma di vita vegetale senziente, ed ultima della sua specie da quando il suo pianeta fu distrutto dai Metarex. Cosmo non ha mai smesso di cercare qualcuno che potesse fermarli. Si innamora di Tails, e nel finale gli chiede di ucciderla per salvare l'universo.
Chuck Thorndyke (チャック・ソーンダイク?, Chakku Sōndaiku)
Doppiato da: Bin Shimada (ed. giapponese), Bruno Alessandro (ed. italiana)
Chuck Thorndyke è un ex scienziato dell'esercito, nonché nonno di Chris. È stato creato da Naoto Ōshima, autore anche dei personaggi di Sonic the Hedgehog e del Dr. Eggman nel primo videogioco della serie.
Vector the Crocodile (ベクター・ザ・クロコダイル?, Bekutā za Kurokodairu)
Doppiato da: Kenta Miyake (ed. giapponese), Luigi Ferraro (ed. italiana)
Vector the Crocodile è un coccodrillo verde, capo dell'Agenzia Investigativa Chaotix e amico di lunga data di Sonic e gli altri. È evidentemente cotto di Vanilla, la madre di Cream, tanto da inventarsi occasionalmente delle scuse ridicole per compiere incarichi in realtà assegnati in maniera differente o gettare false accuse. Non rifiuta mai i lavori ben pagati.
Espio the Chameleon (エスピオ・ザ・カメレオン?, Esupio za Kamereon)
Doppiato da: Yūki Masuda (ed. giapponese), Christian Iansante (ed. italiana)
Espio the Chameleon è un camaleonte viola, abile nell'uso delle armi ninjutsu come ninjaku e kunai. Fa parte dei Chaotix, dei quali è la spia e membro ninja, oltre ad essere il più serio e saggio.
Charmy Bee (チャーミー・ビー?, Chāmī Bī)
Doppiato da: Yōko Teppōzuka (ed. giapponese), Maura Cenciarelli (ed. italiana)
Charmy Bee è un fuco molto infantile, allegro e vivace, membro dei Chaotix come aviatore, in quanto praticamente allevato da Vector. A causa di un errore di doppiaggio, nell'adattamento italiano, francese e russo viene considerato una femmina.
Shadow the Hedgehog (シャドウ・ザ・ヘッジホッグ?, Shadō za Hejjihoggu)
Doppiato da: Kōji Yusa (ed. giapponese), Fabrizio Vidale (ed. italiana)
Shadow the Hedgehog è un riccio nero con strisce rosse. È la "forma di vita definitiva" creata dal Professor Gerald Robotnik. Pervaso da un forte senso di vendetta a causa della morte di Maria, nipotina prediletta del professor Robotnik e sua unica amica, Shadow cercherà in ogni modo di compiere la missione affidatagli dal professore, anche se alla fine si schiererà dalla parte di Sonic, salvando la Terra e l'universo. Nella 2ª serie aiuta Sonic a sconfiggere Dark Oak e i Metarex. Shadow può teletrasportarsi e fermare il tempo con la sua tecnica "suprema"; il Chaos Control. Come Sonic, è in grado di assorbire l'energia degli Smeraldi trasformandosi in Super Shadow, assumendo le stesse abilità; si sacrifica come Cosmo nel finale, ma nel doppiaggio giapponese, durante le scene finali si vede la sua ombra accanto alla tomba di Molly ed è quindi sopravvissuto.
Rouge the Bat (ルージュ・ザ・バット?, Rūju za Batto)
Doppiata da: Rumi Ochiai (ed. giapponese), Domitilla D'Amico (ed. italiana)
Rouge the Bat è una pipistrella albina ed ex ladra di gioielli. Il suo ruolo in origine è, comunque, quello di cacciatrice di tesori. Rouge è furba, scaltra, testarda, seducente, sarcastica e arrogante ma si dimostra un'ottima amica. Nella serie lavora per il governo per rubare segretamente i sette Smeraldi del Caos, che nella prima stagione le ordina di allearsi con Eggman. Rouge ha una grande determinazione e un grande coraggio, infatti in molte sue imprese vince, tuttavia, non è molto abile in battaglia, dove si è fatta sconfiggere facilmente da Knuckles. Come ogni pipistrello preferisce agire nell'oscurità, anche se a differenza di quelli comuni, e' immune ai raggi solari.

#### Antagonisti
Dottor Eggman (ドクター・エッグマン?, Dokutā Egguman)
Doppiato da: Chikao Ōtsuka (ed. giapponese), Dario Penne (ed. italiana)
Il Dr. Eggman è l'antagonista principale della prima serie e poi è uno dei protagonisti e antieroe della seconda serie. È un ingegnere, genio della scienza robotica e meccatronica che pensa solo a se stesso, nipote del professor Gerald Robotnik, e cugino di Maria, con la smania di sconfiggere una volta per tutte Sonic e i suoi amici percostruire il suo impero indisturbato. Eggman (così chiamato per via della forma ovoidale del suo corpo) ha più volte cercato di migliorare sempre più per superare Sonic. Tuttavia, non in tutte le puntate appare come un nemico e qualche volta collabora con Sonic: quando, all'improvviso, si allea con i Metarex, Eggman è completamente riluttante dalla loro perfidia e quando è ad un passo dalla distruzione di Sonic da parte dei malvagi Metarex, Eggman li tradisce, salvandolo, perché "solo lui può annientarlo".
Decoe (デコー?, Dekō) e Bocoe (ボコー?, Bokō)
Doppiati da: Ken Yamaguchi (Decoe) e Bin Shimada (Bocoe) (ed. giapponese), Francesco Meoni (Decoe) e Enrico Pallini (Bocoe) (ed. italiana)
Decoe e Bocoe sono i due assistenti robotici di Eggman. Decoe alto e magro, di colore dorato, mentre Bocoe è basso e grasso, di colore argentato.
Bokkun (ボックン?) / Messenger Robo (メッセンジャーロボ?, Messenjā Robo, lett. "Messaggero Robot")
Doppiato da: Yumiko Kobayashi (ed. giapponese), Monica Bertolotti, Monica Ward (ep. 52) (ed. italiana)
Bokkun è il più piccolo e dispettoso robot di Eggman. Assomiglia ad un diavoletto e fa il postino; ogni messaggio da lui portato nasconde una "sorpresina" che il destinatario solitamente non apprezza.
Metarex (メタレックス?, Metarekkusu)
I Metarex sono i veri antagonisti della seconda serie, sono simili a robot, diversi fra loro e con l'obiettivo di distruggere tutto ciò che incontrano: nessuno sa chi siano né da dove vengano. Sono gli stessi esseri che sterminarono il popolo di Cosmo e che distrussero il suo pianeta. A capo dei Metarex vi sono Dark Oak (il più potente e malvagio padre di Cosmo, nonché il loro vero creatore), Pale Bayleaf, Black Narcissus, Yellow Zelkova e Red Pine. Il loro unico scopo e il dominio dell'universo, ma vengono sconfitti da Cosmo per il suo sacrificio.
Lucas (ルクス?, Rukusu) / Dark Oak (ダーク・オーク?, Dāku Ōku)
Doppiato da: Jōji Nakata (Dark Oak), Katsuyuki Konishi (Lucas) (ed. giapponese), Sergio Di Giulio (Dark Oak e Lucas) (ed. italiana)
Dark Oak è l'antagonista principale della seconda serie dell'anime Sonic X, e il leader e comandante supremo dei Metarex e il suo obiettivo è quello di dominare l'intero universo grazie al suo potente esercito. Indossa un'armatura composta da diverse tonalità di viola, con una grande sfera verde sul petto e un mantello nero appeso sulle spalle da due brandelli. Ha un unico e grande occhio verde, simile alla sfera sul petto, e porta con sé una spada d'oro. Ha inoltre più di mille anni. Si scoprirà in seguito essere stato il freddo e saggio leader del Pianeta Green Gate, in cui il suo vero nome è Lucas (ルクス?, Rukusu), e quindi marito di Earthia e padre di Cosmo e le sue sorelle. Il suo vero aspetto è simile a quello di un rettile dalla pelle viola, i capelli di un viola più scuro, occhi verdi e abiti dai colori viola scuro e giallo. Nello scontro finale, Dark Oak, assieme a Pale Bayleaf e Black Narcissus, si trasformano nel Final Mova ma vengono uccisi da Super Sonic e Super Shadow, ma i protagonisti sono costretti a vedere Cosmo morire, durante il suo sacrificio per salvare l'universo.
Pale Bayleaf (ペール・ベイリーフ?, Pēru Beirīfu, lett. "Foglia di alloro")
Doppiato da: Jūrōta Kosugi (ed. giapponese), Davide Marzi (ed. italiana)
Pale Bayleaf è uno dei due antagonisti secondari della seconda serie dell'anime Sonic X, e il secondo in comando dell'esercito Metarex. La sua armatura e il suo mantello sono verdi chiaro, mentre il suo occhio è nero. Comanda una nave da battaglia, ammiraglia di una flotta, ed è anche un abile schermidoro. È lui il responsabile ad uccidere Molly e Leon durante lo scontro sul Pianeta Cascade, tuttavia la sua flotta viene decimata da Shadow. Nello scontro finale, Pale Bayleaf, assieme a Dark Oak e Black Narcissuss si trasforma nel Final Mova. A differenza del suo leader Dark Oak e il resto dei tre comandati Metarex (Black Narcissuss, Yellow Zelkova e Red Pine), che sono tragici e onorevoli o si prendono cura l'uno dell'altro, Pale Bayleaf non ha qualità positive di cui parlare e si distingue di essere un alieno ancora più malvagio, crudele, tattico, sleale, ignobile, sadico, spietato, diabolico, negativo e senza cuore con il maggior numero di uccisioni nelle sue azioni atroci senza alcun rimorso, e infine non viene mostrato ad essere pentito per i suoi crimini nell'aldilà e la sua morte è stata giocata per soddisfazione, poiché ha cercato di distruggere tutti gli esseri viventi che non erano piante, ed è molto probabile che avrebbe comunque ucciso tutta la vita vegetale poiché non è così onorevole o premuroso come i suoi compagni. Il personaggio, a differenza degli altri Metarex, è divenuto rapidamente un nemico di Sonic e dei suoi amici, non essendone intimidito. È inoltre il responsabile della morte di Molly.
Black Narcissus (ブラック・ナルキッソス?, Burakku Narukissosu, lett. "Narciso Nero")
Doppiato da: Ken Narita (ed. giapponese), Gerolamo Alchieri (ed. italiana)
Black Narcissus è uno dei due antagonisti secondari della seconda serie dell'anime Sonic X, e uno dei comandanti dei Metarex. Il suo aspetto è completamente nero: il suo occhio, l'intera armatura e anche l'ampio mantello che indossa. Come Pale Bayleaf, è un generale intelligente e scaltro, ma anche molto narcisista e vanitoso, tanto da avere uno scettro da battaglia con sopra uno specchio. Si dimostra particolarmente affascinato dalle abilità Sonic e sostiene che per sconfiggere un nemico come lui bisogna innanzitutto comprenderlo a pieno; infatti, invece di ucciderlo subito, decide di sottoporre Sonic ai suoi esperimenti. Nell'episodio "La cavia" attira Cosmo da sé ingannandola per usarla come esca. Poco dopo stordisce il povero Chris, il quale era intervenuto per recuperare Cosmo e minaccia di ucciderli nel caso Sonic si rifiuti di affrontare i due Metarex realizzati da lui stesso: infuriatosi come mai prima, Sonic si trasforma nel sadico e feroce Dark Sonic e rottama violentemente i due robot in un istante. Se non fosse arrivato il Dr. Eggman a calmarlo, probabilmente Dark Sonic avrebbe addirittura potuto uccidere Black Narcissus, e che non ha mai visto perdere le staffe in quel modo. Nello scontro finale, Black Narcissus, assieme a Dark Oak e Pale Bayleaf, si trasformano nel Final Mova, ma vengono uccisi da Super Sonic e Super Shadow, ma i protagonisti sono costretti a vedere Cosmo morire.
Yellow Zelkova (イエロー・ゼルコヴァ?, Ierō Zerukova)
Doppiato da: Takeshi Watabe (ed. giapponese), Roberto Draghetti (ed. italiana)
Yellow Zelkova è uno degli antagonisti della seconda serie dell'anime Sonic X, abitante del pianeta verde e uno dei comandanti dell'esercito di Dark Oak. Dotato di una robusta armatura gialla, è di certo uno dei Metarex più forti, tanto da sopravvivere ad un colpo del cannone principale, arma posta sul Tifone Blu. Ciò nonostante, è dotato di scarsa intelligenza. Muore in seguito ad uno scontro con Knuckles, il quale prima riesce a distruggere la sua armatura, e successivamente lo fa cadere in un fiume di lava.
Red Pine (レッド・パイン?, Reddo Pain, lett. "abete rosso")
Doppiato da: Hōchū Ōtsuka (ed. giapponese), Enzo Avolio (ed. italiana)
Red Pine è uno degli antagonisti della seconda serie dell'anime Sonic X, abitante del pianeta verde e uno dei comandanti dell'esercito di Dark Oak. La sua armatura e mantello sono cremisi. Anche lui, come Pale Bayleaf, comanda una flotta da una personale nave da battaglia. Inoltre è il Metarex più stratega e attento alle piante. Mentre Sonic e gli altri invadono una base dei Metarex per trovare l'ultimo Smeraldo, Red Pine arriva con la sua flotta e cerca di distruggerli, tuttavia Sonic e Shadow si trasformano in super e permettono a Cosmo di togliere l'uovo planetario alla base, creando un buco nero che risucchia l'intera flotta di Red Pine. Gli altri comandanti (in particolare Yellow Zelkova) rimangono scioccati dalla sua scomparsa, con Pale Bayleaf che ritiene che avesse abbassato la guardia.
Chaos (カオス?, Kaosu)
Chaos, talvolta riferito come "la creatura del Caos" nel doppiaggio italiano, è il protettore di tutti i Chao. Chaos è una creatura molto forte e potente, ma anche gentile. Quando il popolo degli echidna aggredì i Chao da lui protetti, Chaos si infuriò e usò il potere degli Smeraldi del Caos per trasformarsi in un potentissimo mostro che distrusse il mondo. Tikal riuscì a sigillarlo nello Smeraldo Gigante ma tremila anni dopo, Eggman, venuto a conoscenza del suo potere, ruppe lo Smeraldo Gigante e cercò di sfruttare il mostro a suo piacimento cercando per lui gli Smeraldi del Caos. Quando però Chaos riuscì a trovarli tutti si trasformò in Perfect Chaos e distrusse Station Square senza il controllo dello scienziato. Tuttavia Super Sonic lo sconfigge, placando la rabbia che bruciava in lui da un'eternità.
King Boom Boo (キングブーブ?, Kingu Bū Bu)
Doppiato da: Naoki Imamura (ed. giapponese), Fabrizio Vidale (ed. italiana)
King Boom Boo è un potente e temuto fantasma con il suo esercito di fantasmini, con cui abita nel vecchio castello comparso nell'episodio 19. Rispetto alla sua apparizione originale in Sonic Adventure 2, il suo ruolo cambia completamente, in quanto non compare nella saga che funge da adattamento a tale videogioco nella seconda stagione, ma bensì nella prima. Inoltre in origine si scontra con Knuckles che riesce a sconfiggerlo facendo entrare più volte la luce nelle zone buie della piramide, riuscendo a renderlo vulnerabile e colpirlo, mentre nella serie ha modo di affrontare Sonic, il quale non riesce a batterlo ma solo a ferirlo. Alla fine dell'unico episodio in cui appare verrà imprigionato da Chris, inserendo la pietra nell'apposito piedistallo al di fuori del castello in cui vive.

### Personaggi secondari
Vanilla the Rabbit (ヴァニラ・ザ・ラビット?, Vanira za Rabitto)
Doppiata da: Sayaka Aoki (ed. giapponese), Laura Romano (ed. italiana)
Vanilla the Rabbit è un coniglio femmina adulto, affettuosa madre di Cream. Vanilla è molto calma e galante e ritiene sua figlia la cosa più importante al mondo. Da quando Cream è scomparsa, Vanilla non ha mai smesso di cercarla e ha potuto riabbracciarla solamente con l'aiuto dei Chaotix. Il nome di "Vanilla" viene svelato dall'eyecatch, ma negli episodi non viene mai menzionato: infatti i personaggi si riferiscono a lei chiamandola "mamma/madre di Cream" o "signora".
Ella (エラ?, Era)
Doppiata da: Kujira (ed. giapponese), Lorenza Biella (ed. italiana)
Ella è la domestica di casa Thorndyke. Grossa e forte, sia fisicamente che caratterialmente, come anche simpatica e brava nelle faccende domestiche; sarà lei ad insegnare a Cream e ad Amy come cucinare.
Signor Tanaka (タナカ?, Tanaka)
Doppiato da: Naoki Imamura (ed. giapponese), Ambrogio Colombo (ed. italiana)
Il signor Tanaka è il maggiordomo di casa Thorndyke. Tanaka è serio, esegue sempre gli ordini di chiunque e sembra che la famiglia Thorndike gli stia molto a cuore. Quando i Thorndyke sono in pericolo, Tanaka dà fuori di testa e si inventa esilaranti mosse di arti marziali. Alla fine della seconda stagione sembra essere innamorato di Topaz.
Topaz (トパーズ?, Topāzu)
Doppiata da: Yukari Hikida (ed. giapponese), Alessandra Grado (ed. italiana)
Topaz è un agente segreto del governo degli USA, che ha come incarico il sorvegliare Rouge ed evitare che faccia i suoi "sotterfugi". Rouge e Topaz non vanno molto d'accordo inizialmente ma con il tempo il loro rapporto migliorerà. Alla fine della seconda stagione sembra essere innamorata del signor Tanaka.
Sam Speed (サム・スピード?, Samu Supīdo)
Doppiato da: Sōichirō Tanaka (ed. giapponese), Francesco Pezzulli (ed. italiana)
Sam Speed è un campione di automobilismo e appassionato di autovetture, nonché zio di Chris. Capo dello Speedy Team, Sam non sopporta chiunque sia più veloce di lui, Sonic compreso, ma lo rispetta e tenterà di batterlo in ogni modo, divenendo quindi il suo rivale in ogni prova di velocità. Il suo vero nome è Sam Fair.
Professor Stewart (スチュワート?, Suchuwāto)
Doppiato da: Michio Nakao (ed. giapponese), Loris Loddi (ed. italiana)
Il Professor Stewart, il cui nome in codice è "Charlie Lavagna", è una spia del governo degli USA. Stewart si fa assumere come insegnante nella scuola di Chris per sorvegliare i movimenti di Sonic e vedere se quest'ultimo è pericoloso. Nel corso della seconda stagione assumerà lo pseudonimo di "Franklin" e inizierà a indagare al Progetto Shadow assieme alla giornalista Scarlet Garcia.
Earthia (アーシア?, Āshia)
Doppiata da: Michiko Neya (ed. giapponese), ? (ed. italiana)
Earthia è la madre della dolce Cosmo. Premurosa e gentile, Earthia è, presumibilmente, un leader del clan di Cosmo. Mentre infuriava una feroce guerra tra vari pianeti, Earthia propose di far scappare con un'astronave gli abitanti del Pianeta Verde, colonizzando un altro pianeta. Il piano, in parte criticato, fu messo in atto ma l'astronave venne attaccata dai Metarex che uccisero tutto l'equipaggio, eccetto Cosmo. Questo si scopre quando Earthia appare come ologramma ad Amy Rose e Rouge the Bat.
Galaxina
Doppiata da: Michiko Neya (ed. giapponese), Elena Liberati (ed. italiana)
Galaxina è la sorella di Cosmo. Galaxina è di colore azzurro e dagli occhi lilla, dal carattere molto premuroso e saggio. Era in disaccordo con la guerra ed è andata nell'astronave attaccata dai Metarex. Il suo nome compare esclusivamente nella versione internazionale, in quella originale invece viene chiamata semplicemente sorella maggiore di Cosmo (コスモの姉?, Kosumo no ane).
Daisy, Starla e Chrysanthemum
Doppiate da: ? (ed. giapponese), ? (Iris), Francesca Manicone (Starla, 2ª voce) e Barbara Pitotti (Chrysanthemum, 1ª voce)
Sono tre personaggi femminili appartenenti alla stessa specie di Cosmo. Erano in disaccordo con la guerra e sono andate nella nave attaccata dai Metarex. I nomi dei personaggi compaiono solo nella versione internazionale, in quella originale giapponese non è dato sapere quale sia il loro nome.
Tikal (ティカル?, Tikaru)
Doppiata da: Kaori Asō (ed. giapponese), ? (ep. 17), Valentina Mari (ed. italiana)
Tikal è un'echidna di colore rosso acceso, antica custode dello Smeraldo Gigante, figlia del capo dell'antica tribù degli echidna. Suo padre Pachacamac voleva sfruttare il potere degli Smeraldi del Caos per conquistare facilmente le terre vicine, ma il tempio era abitato dai Chao e da Chaos, il loro protettore. Tikal si oppose al progetto del padre, ma invano, e quando gli echidna ferirono i Chao, Chaos si infuriò e cominciò a distruggere tutto. Per fermarlo, Tikal desiderò di sigillarsi assieme a lui nello Smeraldo Gigante. Il suo nome deriva dal nome della capitale dell'impero maya, Tikal, appunto.
E-102 Gamma (Ｅ－１０２ガンマ?, Ī Ichi-Zero-Ni Ganma)
Doppiato da: Naoki Imamura (ed. giapponese), Andrea De Nisco (ed. italiana)
E-102 Gamma è il secondo robot di una serie creata da Eggman nota come "E-100", di cui fanno parte anche Beta, Delta, Epsilon e Theta (oltre a ZERO). Assegnato all'equipaggio d'élite dell'Egg Carrier, riesce inizialmente a recuperare Froggy ma rimane traumatizzato quando vede i suoi "fratelli" cacciati e Beta brutalmente ricostruito. Non appena cerca di prendere Lily da Amy, il robot si riprogramma e fa fuggire le due. Sonic cerca di distruggerlo ma la riccia rosa lo ferma e Gamma va in cerca dei suoi simili disattivati per liberare i Flicky al loro interno cancellando i programmi originali. Tornato sull'Egg Carrier, Gamma sfida Kai (Beta ricostruito) in un violento duello al termine del quale esplodono entrambi e Lily può finalmente riunirsi ai fratelli intrappolati.
Maria Robotnik (マリア・ロボトニック?, Maria Robotonikku)
Doppiata da: Yuri Shiratori (ed. giapponese), Letizia Ciampa, ? (ep. 60) (ed. italiana)
Maria Robotnik è la nipote di Gerald e la cugina del Dr. Eggman, unica amica di Shadow. Maria era una soave e bella ragazza con i capelli biondi e gli occhi azzurri, che cinquanta anni or sono aiutò suo nonno Gerald nei suoi studi. Maria fu brutalmente uccisa dalla GUN ma, prima di farlo, riuscì ad ibernare Shadow in una capsula e a spedirlo sulla Terra. Maria è anche l'unico ricordo che Shadow ha del suo passato. Ella pare che non sia mai andata sulla Terra.
Gerald Robotnik (ジェラルド・ロボトニック?, Jerarudo Robotonikku)
Doppiato da: Chikao Ōtsuka (ed. giapponese), Carlo Reali (ed. italiana)
Gerald Robotnik è un geniale scienziato che volle creare la "forma di vita definitiva" per aiutare il mondo, e che cinquanta anni or sono stava compiendo degli studi sulla Colonia Spaziale ARK. Temendo i suoi studi, la squadra militare GUN arrivò alla colonia, uccidendo tutti gli scienziati, distruggendo tutti i dati e chiudendo la colonia giustificando poi la cosa come un "incidente". Di carattere mite e gentile, ed unico sopravvissuto all'assalto alla colonia, Gerald, sentendosi colpevole della morte dei suoi colleghi e della sua adorata nipote Maria, cominciò a meditare vendetta fino a divenire pazzo. Prima di venire giustiziato, Gerald riuscì a sigillare il prototipo della "forma di vita definitiva": Shadow, e creò il Cannone Eclissi (エクリプスキャノン?, Ekuripusu Kyanon, Eclipse Cannon), una potentissima arma che, alimentata con gli Smeraldi del Caos, è in grado di distruggere pianeti e corpi celesti. Se vengono messi tutti e sette, avviano il programma che fa schiantare la ARK sulla terra.
Signor Schmitz
Doppiato da: Yasuhiko Kawazu (ed. giapponese), Dante Biagioni (ed. italiana)
Il signor Schmitz è un ex soldato della G.U.N. (Guardian Units of Nations) che prova un forte senso di colpa per aver ucciso in passato una povera ragazza innocente, ossia Maria Robotnik, fra cinquant'anni fa, durante la chiusura del "Progetto Shadow".

## Episodi
La serie presenta un totale di 78 episodi in tre stagioni, la prima e la seconda formano l'arco "Prima serie", mentre la terza "Seconda serie". Sono stati distribuiti nella maggior parte dei Paesi del mondo. Nella maggioranza dei Paesi occidentali è stata doppiata e trasmessa la versione censurata della 4Kids mentre in quelli orientali ed in Francia è basata sull'originale giapponese.
Tabella con le TV locali dei singoli Paesi in cui è trasmesso l'anime:
| Stato               | Canali televisivi                                                                                    | Episodi trasmessi   |
| ------------------- | --- | ------------------- |
| Giappone            | TV Tokyo, Kids Station                                                                               | 78                  |
| Italia              | Fox Kids, Jetix, Italia 1, K2                                                                        | 78 (versione 4Kids) |
| Germania            | Fox Kids, Kabel eins, Jetix, Disney XD                                                               | 78 (versione 4Kids) |
| Francia             | TF1, Jetix, Disney XD France                                                                         | 78                  |
| Spagna              | Antena 3, Fox Kids, Boing España, Neox, Jetix                                                        | 78 (versione 4Kids) |
| Stati Uniti         | Fox, The CW, Cartoon Network                                                                         | 78 (versione 4Kids) |
| Taiwan              | YOYO TV                                                                                              | 78                  |
| Portogallo          | SIC, Biggs                                                                                           | 78 (versione 4Kids) |
| Regno Unito         | Fox Kids, CITV, Jetix                                                                                | 78 (versione 4Kids) |
| Irlanda             | Fox Kids, Jetix, RTÉ Two, RTÉ One                                                                    | 78 (versione 4Kids) |
| Paesi Bassi         | Fox Kids, Jetix                                                                                      | 78 (versione 4Kids) |
| Norvegia            | Fox Kids, Jetix, NRK Super                                                                           | 78 (versione 4Kids) |
| Svezia              | Fox Kids, Jetix, SVT Barnkanalen                                                                     | 78 (versione 4Kids) |
| Danimarca           | Fox Kids, Jetix, DR2                                                                                 | 78 (versione 4Kids) |
| Finlandia           | Fox Kids, Jetix, Yle TV1                                                                             | 78 (versione 4Kids) |
| Islanda             | Fox Kids, Jetix, Ríkisútvarpið                                                                       | 78 (versione 4Kids) |
| Polonia             | Fox Kids, Jetix, Polsat, AXN Spin                                                                    | 78 (versione 4Kids) |
| Ungheria            | Fox Kids CE, Jetix CE,                                                                               | 78 (versione 4Kids) |
| Romania             | Fox Kids EE, Jetix EE, Prima TV, AXN Spin                                                            | 78 (versione 4Kids) |
| Moldavia            | Fox Kids EE, Jetix EE, Moldova 1,                                                                    | 78 (versione 4Kids) |
| Bulgaria            | Fox Kids EE, (versione inglese), Jetix EE, Nova Television                                           | 78 (versione 4Kids) |
| Russia              | Fox Kids EE, Jetix EE, STS, 2x2                                                                      | 78 (versione 4Kids) |
| Bielorussia         | Fox Kids EE (versione russa), Jetix EE (versione russa), Obshchenatsional'noe Televidenie, Belarus 1 | 78 (versione 4Kids) |
| Ucraina             | Novy Kanal, Peršyj Nacional'ny, Fox Kids EE (versione russa), Jetix EE (versione russa)              | 78 (versione 4Kids) |
| Grecia              | Jetix, ET1                                                                                           | 78 (versione 4Kids) |
| Turchia             | Jetix                                                                                                | 78 (versione 4Kids) |
| Singapore           | MediaCorp Kids, MediaCorp Channel                                                                    | 78                  |
| Canada              | CBC, YTV                                                                                             | 78 (versione 4Kids) |
| Australia           | Network Ten, Seven Network                                                                           | 78 (versione 4Kids) |
| Nuova Zelanda       | TVNZ                                                                                                 | 78 (versione 4Kids) |
| Corea del Sud       | JEI                                                                                                  | 78                  |
| Vietnam             | VTV1                                                                                                 | 78                  |
| Israele             | Jetix, Channel 1                                                                                     | 78 (versione 4Kids) |
| Thailandia          | Channel 7                                                                                            | 78                  |
| India               | Hungama TV                                                                                           | 78 (versione 4Kids) |
| Argentina           | Jetix, Canal 13                                                                                      | 78 (versione 4Kids) |
| Brasile             | Rede Globo, Jetix                                                                                    | 78 (versione 4Kids) |
| Messico             | Jetix, TV Azteca                                                                                     | 78 (versione 4Kids) |
| Perù                | Jetix                                                                                                | 78 (versione 4Kids) |
| Cile                | Jetix, Telecanal, Rock&Pop, Fox                                                                      | 78 (versione 4Kids) |
| Uruguay             | Jetix                                                                                                | 78 (versione 4Kids) |
| Cina                | CCTV-1                                                                                               | 78                  |
| Hong Kong           | TVB Jade                                                                                             | 78                  |
| Pakistan            | PTV                                                                                                  | 78 (versione 4Kids) |
| Indonesia           | Indosiar, Lativi, Spacetoon, SCTV                                                                    | 78                  |
| Malaysia            | NTV7                                                                                                 | 78                  |
| Filippine           | GMA Network, Hero TV                                                                                 | 78                  |
| Emirati Arabi Uniti | MBC 3                                                                                                | 78 (versione 4Kids) |
| Kazakistan          | Channel One Kazakhstan                                                                               | 78                  |
| Figi                | FBC TV                                                                                               | 78 (versione 4Kids) |
| Macao               | TDM Ou Mun                                                                                           | 78                  |
| Bahrein             | Channel 44                                                                                           | 78 (versione 4Kids) |
| Qatar               | Qatar Television, MBC 3                                                                              | 78 (versione 4Kids) |
| Siria               | Spacetoon                                                                                            | 78 (versione 4Kids) |
| Iran                | Channel 1                                                                                            | 78                  |
| Georgia             | GPB                                                                                                  | 78 (versione 4Kids) |
| Armenia             | Armenia 1                                                                                            | 78 (versione 4Kids) |
| Azerbaigian         | İctimai Television                                                                                   | 78 (versione 4Kids) |

## Colonna sonora
Sigla di apertura giapponesi
- Sonic Drive cantata da Hironobu Kageyama e Hideaki Takatori

Sigle di chiusura giapponesi
- Mi-ra-i cantata da RUN&GUN (ep. 1-13)
- Hikari michi cantata da Aya Hiroshige (ep. 14-39, 53-78)
- T.O.P cantata da KP e URU (ep. 40-52)

Brani inseriti
- Kotoba ni dekinai (言葉にできない? lett. "Parole che non possono essere descritte") di OFF COURSE (ep. 26)
- Live & Learn di Crush 40 (ep. 38)
- Natsu no hi (夏の日? lett. "Giorni d'estate") di OFF COURSE (ep. 52)
- Midori no hibi (緑の日々? lett. "Giorni verdi") di OFF COURSE (ep. 52)

Sigle italiane
- Sonic X cantata da Marc Biagi e Nikki Gregoroff (Fox Kids, Jetix, K2 e TIMvision)
- Sonic X, musica di Massimiliano Gusmini e Michele Monestiroli, testo di Graziella Caliandro (Nuvola), cantata da Giacinto Livia[28] (Italia 1)
- Gotta Go Fast cantata da Norman J. Grossfeld e Russel Velazquez (K2 e Netflix)

In Italia, nella prima trasmissione su Fox Kids e Jetix, è stata utilizzata la sigla inglese (usata anche nel resto d'Europa, in America Latina, Nuova Zelanda e Australia), chiamata semplicemente Sonic X e cantata da Marc Biagi e Nikki Gregoroff. La sigla italiana Sonic X, cantata da Giacinto Livia, venne adoperata durante la messa in onda su Italia 1. Nelle repliche su K2, nelle prime due stagioni, vi era sempre la sigla di Jetix, mentre nella terza stagione era presente una terza sigla dal titolo Gotta Go Fast cantata da Norman J. Grossfeld e Russel Velazquez, originariamente utilizzata nella versione nord americana. Negli ultimi quattro episodi, però, è stata inserita nuovamente la prima sigla.
Nella pubblicazione online della serie su TIMvision è stata impiegata nuovamente la sigla di Jetix per i primi 52 episodi e gli ultimi 4 (dal 75 al 78), mentre per i restanti della terza stagione vi è sempre la sigla americana Gotta Go Fast, fatta eccezione per l'episodio 69, dove è stata sostituita da quella giapponese, Sonic Drive, mai utilizzata nelle trasmissioni televisive. La versione pubblicata su Netflix invece presenta la sigla americana Gotta Go Fast per tutti gli episodi.
Nell'edizione originale giapponese gli episodi 26 e 52 presentano due versioni diverse, una televisiva in cui vengono utilizzate le canzoni inserite, e una per la pubblicazione DVD. Quest'ultima non presenta i brani: Kotoba ni dekinai, Natsu no hi e Midori no hibi, il primo ed il quarto vengono sostituiti con altre tracce strumentali mentre al posto del terzo viene utilizzato Hikari michi, che è anche la sigla finale utilizzata dall'episodio 14 al 39 e nuovamente dal 53 al 78. Invece Live & Learn nell'episodio 38 viene mantenuto in entrambe le edizioni.

## Censura
La versione integrale della serie animata è stata trasmessa solo in Giappone, Francia e in alcuni Paesi dell'Asia. Negli altri Paesi del mondo è stata trasmessa la versione censurata statunitense realizzata dalla 4Kids Entertainment, che già in passato aveva stravolto altre serie di successo dell'animazione nipponica (per esempio Yu-Gi-Oh! e One Piece).
I censori della 4Kids hanno in particolare tagliato dall'anime numerose scene violente e di morte. La scena in cui Maria viene sparata e stata modificata per far sembrare che sia stata colpita da un laser, mentre la scena in cui Cosmo si tuffa in un burrone pieno di spuntoni è stata modificata per far sembrare che sia un burrone incendiato, mentre la morte di Molly viene completamente tagliata facendo credere che sia ancora viva.. Altre censure importanti sono state la sostituzione delle colonne sonore originali con musiche più infantili, rimozione di parolacce, frasi o parole in kanji o alcune in rōmaji (ad esempio la scritta EGGMAN BOMBOM dal timer del pacco di dinamite nell'episodio La grande fuga), riferimenti sessuali e alcuni effetti sonori (come gli spari delle armi da fuoco rimpiazzati con laser), l'alleggerimento di interi dialoghi o temi romantici, e la modifica per mezzo della computer grafica di interi fotogrammi (ad esempio per alcuni design, come la riduzione delle dimensioni dei seni di Rouge, o per la presenza di prodotti alcolici, divenuti succhi d'arancia o cola). Sono state inoltre rimosse delle scene in cui alcuni personaggi rompono la quarta parete (uno dei pochi casi in cui sono state mantenute è nell'episodio Strani detectives in cui il Team Chaotix si presenta ai telespettatori) e gli eyecatch. Inoltre in diversi episodi vennero aggiunti dei riassunti degli eventi precedenti, totalmente assenti nella versione originale.
In Italia la serie è stata acquistata dalla Fox, successivamente dalla Mediaset e dalla Switchover Media, le quali hanno utilizzato la versione censurata della 4Kids alleggerendo molti più dialoghi, eccettuate alcune puntate dove vengono comunque utilizzate parole riferite alla morte come negli episodi Le avventure di Knuckles e Hawk e Duello nello spazio. Nella seconda stagione, al contrario delle precedenti, i personaggi fanno un uso più accentuato dei termini "morire" e "uccidere", rendendo quest'ultima un po' più fedele a livello di dialoghi.

## Altri media

### Fumetto
Oltre alla serie animata esiste un fumetto mensile americano riguardante Sonic X, pubblicato nel Regno Unito ed in Italia all'interno della rivista Jetix Magazine. Mentre i disegni sono molto simili a quelli dell'anime, la trama è completamente differente.
A differenza della serie, il fumetto presenta nell'ultimo numero Metal Sonic, uno degli antagonisti principali della serie Sonic.
Il fumetto conta in totale 40 numeri.

### Romanzi
Una serie di sei romanzi che fungono da adattamento ai primi episodi dell'arco narrativo dei Metarex è stata pubblicata esclusivamente in Nord America da Grosset & Dunlap dal 2005 al 2007. I primi due sono stati scritti rispettivamente da Paul Ruditis e Diana Gallagher mentre i restanti quattro da Charlotte Fullerton.

### Videogiochi
La LeapFrog Enterprises pubblicò un videogioco educativo ispirato alla serie per la console portatile Leapster e lo distribuì inizialmente per il mercato americano nel 2005 e successivamente anche in quello europeo nel 2007. Nella trama del gioco, Sonic e Chris devono salvare i loro amici (Tails, Knuckles ed Amy), i quali sono stati rapiti dal malvagio Dr. Eggman. Il giocatore controlla il riccio blu, il quale dovrà attraversare tre livelli con elementi tipici dei videogiochi a piattaforme mischiati ad elementi educativi legati all'apprendimento della matematica e lo svolgimento di brevi minigiochi.
La stessa 4Kids pubblicò due giochi browser 2D a piattaforme realizzati con Adobe Flash, intitolati Sonic XS a gennaio 2005 e il seguito Shadow XS a febbraio 2005.

## Omaggi
Sonic X ospita spesso diversi personaggi e velivoli appartenenti ad altre serie televisive giapponesi o riguardanti la cultura nipponica. Alcuni mostri apparsi nel corso degli episodi, come i numeri 23 e 48, traggono ispirazione dai kaijū, i colossali mostri del cinema giapponese (tra cui Biollante, Moguera, Mothra e l'immancabile Godzilla), nonché dai vari mecha presenti in numerosi anime e manga (come nell'episodio 13 in cui fa capolino un robot parzialmente uguale a Mazinga Z). Il Tifone blu (Blue Typhoon) e il resto della terza serie rende molto omaggio all'anime La corazza spaziale Yamato di Leiji Matsumoto, conosciuto in Italia e in America come Star Blazers. Quando Sonic usa un anello per incrementare la propria velocità e potenza è invece un omaggio alla medesima logica del cartone americano del 1994.
Nel doppiaggio italiano dell'episodio Mal di mare, il Dr. Eggman propone di chiamare i componenti della sua Egg Fort II "Bim, Bum, Bam" (in omaggio all'omonima trasmissione condotta da Paolo Bonolis, oltre alla conta), oppure Soldatino, King e D'Artagnan (come i cavalli del film Febbre da cavallo), e ancora, Aldo, Giovanni e Giacomo (in omaggio al celebre trio comico).

## Accoglienza
Conrad Zimmerman di Destructoid ha citato "l'orribile localizzazione" americana di Sonic X come il motivo principale dei voti negativi espressi dagli spettatori. Tim Jones di THEM Anime ha dato alla serie due stelle su cinque, criticando il doppiaggio in lingua inglese affermando: "È davvero fastidioso che come tutti i recenti giochi di Sonic utilizzino questi attori/attrici senza talento nei loro doppiaggi, perché fanno suonare le voci originali inglesi come artisti pluripremiati". Altri commenti furono rivolti all'aspetto grafico dell'anime che sono stati per lo più positivi. Lo staff di GamesRadar ha ammesso che: "Almeno la canzone si adatta. Non riesco a immaginare che Sonic ascolti il soft rock di Meat Loaf di Underground, ma sicuramente starebbe bene con Sonic X". Jones ha elogiato la musica rock di Sonic Adventure 1 e 2, così come la "bella musica a pianoforte" e "orecchiabili" i temi giapponesi impiegati come sigle iniziale e finali. Ha anche trovato gli sfondi "belli da guardare", ma non gli piaceva l'uso della CGI per l'attacco di Sonic.
Furono criticati anche i personaggi umani, e in forma minore, quelli animali. Jones denunciò Chris come "un personaggio noioso e privo di ispirazione" e ha anche descritto Tanaka ed Ella come stereotipi "blandi", rispettivamente dei giapponesi e degli afroamericani (nonostante l'ironico e probabilmente dimenticato fatto che Tanaka sia giapponese esattamente come i creatori dell'anime e come lo è la stessa serie di videogiochi su cui si basa). Jones ha anche criticato la presenza di Amy e Big, ma ha preso in particolare considerazione il ritratto della serie animata di Sonic, che ha riassunto come: "Andrò in giro per il centro finché non accadrà qualcosa di eccitante e userò un anello disgustoso per sconfiggere i miei nemici". GamesRadar si lamentò sia dei "poveri personaggi di Adventure" che di quelli umani originali. Al contrario, lo scrittore Gan Plant di Nintendo Life ha affermato che "uno dei successi chiave" della serie è stata l'incorporazione di numerosi personaggi dei giochi, inclusi quelli meno usati come Big e i Chaotix. I fan erano divisi per merito riguardo alla famiglia Thorndyke.
La serie è stata ben accolta per aver seguito fedelmente il formato dei giochi. La rivista giapponese Famitsū ha offerto una recensione uniformemente positiva prima del primo episodio trasmesso nel 2003, lodando l'abile transizione della velocità e dello stile dei giochi all'animazione, e si aspettava che la serie continuasse a diventare più interessante. Plant ha affermato che "il vero successo di Sonic X è stato nella rivisitazione di storie iconiche". Indipendentemente dai personaggi coinvolti, GamesRadar ha apprezzato l'idea di seguire "il concetto centrale di Sonic". Anche le trame originali sono state ben accolte. Tra le sue critiche alla maggior parte dell'anime, Jones ha elogiato il primo episodio in generale, in particolare per il suo umorismo. Plant ha acclamato lo sviluppo dei personaggi basato sulle storie dei giochi originali, in particolare la relazione di Sonic e Amy e la ritrovata vitalità dei Chaotix come strumenti comici. Allo stesso tempo, ha trovato lo show "sorprendentemente toccante", in particolare nel suo climax finale "emotivo", e ha paragonato favorevolmente l'esplorazione spaziale della terza stagione alla Star Trek. La prima anteprima di Famitsū ha definitivo la storia come profonda (重厚?, jūkō).
Common Sense Media gli ha assegnato tre stelle su cinque e, pur non commentando ulteriormente la sua qualità, ha affermato che era appropriato per i bambini delle scuole elementari ma che alcune scene violente erano sconsigliate per i telespettatori più giovani. Una seconda recensione di Famitsū della fine del 2003 ha definito l'anime un successo eccezionale e ha incoraggiato i lettori a sintonizzarsi.
Cyril Ma di FandomSpot ha classificato il personaggio di Mr. Tanaka come il suo tredicesimo maggiordomo preferito del mondo anime.
Andrea Stella di Everyeye.it trovò Sonic X come una serie ben confezionata senza grandi pretese, nonostante la struttura narrativa basilare, riusciva comunque a catturare in maniera soddisfacente tanto la personalità sfrontata del protagonista Sonic quanto l'indole malvagia (ma comunque divertente) della sua storica nemesi, ovvero il Dr. Eggman. Stella gradì il buon comparto tecnico, in grado di presentare animazioni fluide seppure senza eccellere in nessun aspetto.

### Popolarità e impatto culturale
La serie è stata piuttosto popolare negli Stati Uniti, in Francia, Indonesia e Malesia, raggiungendo costantemente la prima posizione nella fascia oraria in entrambi i Paesi. Nel 2007 è stato l'anime più venduto prodotto da TMS nel mercato non nipponico, nonostante la terza stagione non sia mai andata in onda in Giappone fino al 2020, e ha ispirato lo studio d'animazione a concentrarsi sulle proprietà che potevano vendere bene al di fuori della madre patria. Nell'aprile 2009, un bambino norvegese di sei anni di nome Christer ha insistito nei confronti dei suoi genitori per inviare una lettera al re Harald V di Norvegia per approvare il cambio del suo nome in "Sonic X". I genitori del bambino gli hanno permesso di scrivere la lettera in questione, ma hanno deciso di non spedirla ma il figlio ha talmente insistito a tal punto che hanno dovuto accontentarlo, così la lettera venne recapitata al re e questi rispose che non poteva approvare il cambiamento perché Christer non aveva diciotto anni. Dopo oltre un decennio dall'uscita della serie, la frase "Gotta Go Fast" (il nome della sigla americana dell'anime) è stata usata nei titoli di svariati articoli di periodici di videogiochi per rappresentare la serie di Sonic e altri videogiochi dal ritmo frenetico.